# Pterostichus pergracilis
Pterostichus pergracilis är en skalbaggsart som beskrevs av Thomas Casey. Pterostichus pergracilis ingår i släktet Pterostichus och familjen jordlöpare. Inga underarter finns listade i Catalogue of Life.